# TEAM INNOCENT -The Point of No Return-
『TEAM INNOCENT -The Point of No Return-』（チーム・イノセント -ザ・ポイント・オブ・ノー・リターン-）は、1994年12月23日にハドソンからPC-FX用として発売されたアドベンチャーゲーム。PC-FX本体と同時発売されたソフトのひとつ。
『アローン・イン・ザ・ダーク』などに代表される、客観視視点での3Dアドベンチャーゲーム。他の作品と違う点としては、PC-FXというハードを活かす関係上、事前に3DCGで描かれた背景画面に、2Dのスプライトキャラクターを表示させるという形式をとっている。また随所にセルアニメーションと3DCGとを組み合わせたムービーも挿入されている。

## あらすじ
人類が太陽系外に進出してから数世紀たち、銀河系各所に惑星国家・星系国家を形成していた。惑星の開拓・開発は困難を極め、星間航行技術とともに惑星に適した農作物や植物を作り出すため、バイオテクノロジーは急速に発達、必要不可欠なものとなった。
そうした最中、バイオテクノロジーの第一人者、クロノス＝エンハンサーが禁忌である人類の遺伝子操作に手を出した。クロノスはGCPO（銀河中央警察機構）によって摘発、逮捕され、そのとき無数の遺児の標本とともに、3人の少女を発見、保護された。彼女たちはその容姿から判別できるように、クロノスによって作り上げられた遺伝子操作の産物、バイオチャイルドだった。GCPOは彼女たちの存在が社会に与える影響が大きいと判断、彼女たちの存在を隠蔽した。
それから数年たち、少女たちは物心つくとともに、それぞれ人類をはるかに超えた、特殊な力を発揮するようになる。このため、GCPOのシグルス＝グラント司令官の進言により、彼の元に彼女たちによる特殊機関「TEAM INNOCENT」、通称「T・I」を創設する。彼女たちはその能力を発揮し、その任務を遂行していった。
そして、ある日、彼女たちに新たな任務が与えられた。その任務がのちに彼女たちの存在意義を知ることとなる事件の始まりでもあった。

## 登場人物
沙姫：声 - 丸尾知子
チーム・イノセントの中で現場にでるキャラクター。生物の思念を音波として感知する能力を持つ。自分が人間とは違うことにコンプレックスを持っており、感情的になりやすい。
リリス：声 - 中谷ゆみ
指揮やコンピュータオペレーションを担当。常に脳の70%が活動しており、論理的で的確な指示を出す。また額の第3の目が光ることで脳をフル活動させることも可能。その反面、論理的思考過ぎるあまり、人間性にかけ離れており、コンピュータ以外の道具を使うことに不得手でもある。
エリアル：声 - 片石千春
メカニック担当。肩から伸びた触手によって動力の流れを的確に判断でき、あらゆる機械の取り扱いに長けている。母艦ホワイトウィング号や沙姫の乗る小型船ホワイトパンサー号など、チーム・イノセントが扱う機械の全ては、彼女の手によるものである。
シグルス＝グラント：声 - 小杉十郎太
GCPOの司令官。捜査官時代にクロノスを弾劾、摘発し、バイオチャイルドを保護、以後保護者として彼女たちを人間と扱って接している。彼の進言によりバイオチャイルドによる特殊機関「チーム・イノセント」が創設され、その司令官ともなっている。
クロノス＝エンハンサー：声 - 富山敬
バイオテクノロジーの第一人者として、あらゆる農作物などの遺伝子改良で世の賞賛を集めていたが、人類の遺伝子操作という禁断の領域に手を出し、GCPOの摘発を受ける。バイオチャイルドの生みの親でもある。

## スタッフ
- 製作・総指揮：工藤祐司
- 監督・原作・脚本：荒井弘二
- プロデューサー：安井一徳、山田文宗
- メインキャラクターデザイン：都留稔幸
- メカニックデザイン：河森正治
- 室内デザイン：廣田徳弘
- 音楽：川井憲次
- メインプログラム：金田孝司
- 美術設定：菊地正典
- 作画監督：山田誠
- アニメーションディレクター：水野祥司
- オープニングテーマ 「WE ARE THE INNOCENT」
  - 作詞：前田耕一郎、作編曲：川井憲次、歌：佐々木真理
- エンディングテーマ 「I NEVER FORGET MY DREAM」
  - 作詞：前田耕一郎、作編曲：川井憲次、歌：佐々木真理